# Одейшъс (линеен кораб, 1912)
Одейшъс (на английски: HMS Audacious) е британски линеен кораб-дредноут, един от четирите кораба на типа „Кинг Джордж V“. Първият в историята дредноут, загинал в хода на бойни действия.

## Строителство
„Одейшъс“ е заложен в корабостроителницата на „Cammel Llaird“ на 23 март 1911 г., съгласно проекта за разходи в държавния бюджет на Британската империя за 1910 г.

## Гибел
На 27 октомври 1914 г. „Одейшъс“, плавайки за провеждането на учебни артилерийски стрелби при бреговете на Ирландия, в 08:05 се натъква на мина, поставена от германския спомагателен минен заградител „Берлин“. Капитана се опитва да доведе потъващият кораб към брега и да го изхвърли на плиткото, но в 10:50 машинното отделение е наводнено и „Одейшъс“ губи ход.
Лайнера „Олимпик“ с помощта на разрушителя „Ярост“ (на английски: „Fury“) взема авариралият кораб на буксир, обаче силно наводненият и неуправляем „Одейшъс“ къса буксирните въжета. След това крайцера „Ливърпул“ (на английски: „Liverpool“) се опитва да буксира линкора и също претърпява неуспех.
В 19:15 кърмата се скрива по водата, останалите на линкора членове на екипажа са евакуирани.
В 21:00 „Одейшъс“ се преобръща, взривява се и потъва. От осколка е убит старшина на крайцера „Ливърпул“, намиращ се на разстояние над 700 метра от мястото на взрива. Това е единствената човешка жертва при гибелта на „Одейшъс“.
- „Ливърпул“ (отляво) и „Фюри“ (в центъра) се опитват да буксират „Одейшъс“ (отдясно). Фотографията е направена от „Олимпик“.
- Екипажа на „Одейшъс“ напуска потъващият кораб и се качва в спасителните лодки. Фотография от „Олимпик“.
- Евакуацията на екипажа.

Първоначално се смята, че „Одейшъс“ попада на плаваща мина, паднала от „Центурион“ или „Аякс“, които плават пред него, не е изключена и версията, че „Одейшъс“ е торпилиран. Едва в самото начало на 1915 г. става известно, че заграждението е поставено от спомагателния крайцер „Берлин“.

## Последствия от гибелта
Разследването за гибелта на линкора установява, че голяма роля в загубата на кораба имат неизправността или неплътното затваряне на люковете в подводната част и неверните действия на аварийните команди, в резултат на които се оказват потопени и неповредени отсеци.
„Одейшъс“ е първият дредноут, загинал в Първата световна война. Британското Адмиралтейство решава да съхрани гибелта на „Одейшъс“ в тайна. До края на войната „Одейшъс“ се споменава в съобщенията за пресата като действащ боен кораб.
Официалното известие за гибелта на „Одейшъс“ (с указване на фактическата дата на случката) е публикувано във вестника „The Times“ едва на 14 ноември 1918 г. Известието се съпровожда с изразяване на благодарност към британската преса, за съхраняването на тайната.

## Филми
Останките на „Одейшъс“ са показани в документалния телевизионен сериал „Тайните на потъналите кораби“ (на английски: „Deep Wreck Mysteries“) на канала „History Channel“.